# 不完全神性機關伊莉斯
《不完全神性機關伊莉斯》（不完全神性機関イリス）是細音啓的第三部輕小說系列作品，同時也是《冰結鏡界的伊甸》的前傳，插畫為。台灣由台灣角川代理。

## 登場人物

### 寶条軍校
凪·一咲·吉爾
本作男主角，就讀於寶条軍校高中部傭兵科的17歲黑髮少年。
原本是報考機械工程科，卻因為填錯了科目而進入傭兵科。對機械工學十分擅長且抱有極大興趣，時常跑到廢料山去挖出能用的材料，也因而挖到了伊莉斯。
武器是自行非法改造的銃劍，火力能夠匹敵戰車砲。
受到伊莉斯的洗禮，身體受到名為「遍體麟傷的世界」的守護結界所保護。能察覺並完全遮蔽所有對守護者的惡意與敵意所造成的傷害（但無心或玩笑性質的不在範圍內），同時能無視防禦強制給予敵對者痛覺。
伊莉斯
本作女主角，被凪挖出來的人型機械體，修好後成為了凪家的女僕機器人。
家事技巧於其說是零不如說是負值，不論做菜還是打掃都做不好，還會把房間破壞得慘不忍睹。
原是軍用人型機械體，原本要回轉軍部報告所屬據點被幽幻種摧毀的消息，卻在半路中因不明原因的機能停止而倒在路邊，而被當作廢棄品被拋棄在廢料山中。非常感激撿到並修好自己的凪，希望留在他身邊報恩。
後來進入了凪的班級就讀。
與凪等人於未央礦山被幽幻種襲擊時為保護凪而最落山谷中，卻也意外與禁忌水晶接觸，被賦予代行其神性存在力量的權限，成為擁有超越人類總軍事力量的不完全神性機關。
名字伊莉絲 （Ilis）是希望的意思
席絲蒂雅·伊·卡珊特亞拉拉
凪的同班同學，跳級就讀的16歲少女。暱稱是席伊。
金髮碧眼，可愛的臉龐加上凹凸有致的身材讓她備受男女雙方歡迎。稱呼凪為凪學長，對他甚是愛慕。擅長料理，目標是戰場廚師，經常幫凪做便當。
武器是左輪手槍與自動手槍，射擊能力十分優秀。
蜜卡兒
凪的同班同學，原軍用人型機械體。
過去與同期的200名人型機械體在與幽幻種的戰爭中的唯一倖存者，因其功績而被賦予了『準人類權』，能夠享有跟人類一樣的生活，而進入寶條軍校就讀。
任何課程成績都位於前五名。在傭兵科的實習中也時常保持著優秀的成績，對幽幻種的戰鬥無人能出其右。
好勝心很強，常常跟凪爭吵。
班上女生的領導者。
京命院·卿大
凪的同班同學。
戴著眼鏡，體格強壯的男學生。
因為是有點難念的名字，所以班裡的人都不叫本名。基本都叫「委員長」。
外表看起來一絲不苟，實際上是個熱血單純的人。
班上男生的領導者。
右流·寧·尤美黛
凪班上的教官。
看起來是一個帥氣的女性，但是受常年在軍隊服役時男性化語言和豪爽的氣氛的影響，三十歲了還沒找到老公。

### 艾爾瑪麗亞神教界
紗砂·恩蒂斯·凜·克爾
艾爾瑪麗亞神教界的大主教，也是被稱為艾爾瑪麗亞再世的聖女，受禁忌水晶最強洗禮的人類，能自在行使世上不存在的奇蹟。
雖然傳聞中的聖女紗砂是為身材修長的黑髮老年女性，但那只是替身。真身是位外表年約只有七、八歲左右的女孩子，有著一頭如棱鏡般折射光線的水鏡色長髮。
與禁忌水晶共同制定了一個能拯救世界的計畫，為了得到計畫中至關重要的不完全神性機關，悄悄的來到了帝國。

### 武宮唐那國
薩莉
受到了「結出紅色果實的大樹」波長的影響，其實力足以與伊莉斯媲美，優特是她壓抑沁力時的樣貌。

## 世界設定＆用語
軍事學校（學院）
為了消滅幽幻種而存在的特殊傭兵學校。
人型機械體（機器人）
有著人類外型的機械體。用途從軍事到家事都有。
機械水晶
作為人型機械體大腦的思考迴路。
禁忌水晶
被稱作神性存在，有着與魔笛相反的力量。
機神
受到禁忌水晶力量加護的人型機械體，具有對抗幽幻種的強大抗性與戰力。
幽幻種
威脅人類的物種，目前尚未確定是否能斷定幽幻種是生物。身體可以化為紫色煙霧來移動，每隻幽幻種的大小均不相同，有的大到可以吞噬飛船；有的則小如貓。擁有魔笛的力量，可汙染精神、腐壞等攻擊。
魔笛
為幽幻種所擁有的力量，與沁力對立。幽幻種利用此力量，做到腐壞、精神控制等攻擊。
沁力
為任何人類都擁有的力量，與魔笛對立。若不加以鍛鍊，沁力將會衰弱；反之，若有加以磨練，則有可能獲得可與幽幻種對抗的力量。人類可以利用沁力淨化被魔笛汙染的人，也可以作到遠視的能力。
不眠者
遭到精神控制類魔笛感染的機神。
帝國
世界三大國之一，位於北方。擁有最尖端的軍事兵器和工業能力。
艾爾瑪麗亞神教界
世界三大國之一，位於南方。透過訓練提升本身的沁力來對抗幽幻種。
武宮唐那國
世界三大國之一，位於西方。護士純粹以肉身對抗幽幻種。

## 出版書籍

### 輕小說
| 冊數 | 日文副標題 | 中文副標題          | 富士見書房     | 富士見書房             | 台灣角川       | 台灣角川               |
| 冊數 | 日文副標題 | 中文副標題          | 發售日期       | ISBN                   | 發售日期       | ISBN                   |
| ---- | ---------- | ------------------- | -------------- | ---------------------- | -------------- | ---------------------- |
| 1    |            | 154cm的最終兵器     | 2011年12月20日 | ISBN 978-4-8291-3712-3 | 2013年7月27日  | ISBN 978-986-325-488-1 |
| 2    |            | 跨越100億時光的聖女 | 2012年6月20日  | ISBN 978-4-8291-3769-7 | 2013年10月17日 | ISBN 978-986-325-649-6 |
| 3    |            | 三大世界的反叛者    | 2012年12月20日 | ISBN 978-4-8291-3833-5 | 2014年3月20日  | ISBN 978-986-325-851-3 |
| 4    |            | 勝率0.08%的戰女神   | 2013年6月20日  | ISBN 978-4-8291-3899-1 | 2014年10月23日 | ISBN 978-986-366-167-2 |
| 5    |            | 154cm的新娘機關     | 2013年10月19日 | ISBN 978-4-0471-2918-4 | 2015年4月10日  | ISBN 978-986-366-459-8 |

### 漫畫
不完全神性機關伊莉斯
作畫：滝太郎
由角川書店發售。
- 《不完全神性機関イリス 1》（2013年1月24日發售；ISBN 978-4041205853）

## 外部連結
- Fukanzen Shinsei Kikan Iris (Manga) （页面存档备份，存于）
- 駄女神、駄メイド、駄ルキリー…ダメなのがかわいい！？
- （日語） 富士見書房｜不完全神性機関イリス （页面存档备份，存于），《不完全神性機關伊莉斯》特輯。